# Бонобо
Бонобо (лат. Pan paniscus) је врста сисара из реда примата и породице хоминида. 

## Распрострањеност и станиште
Једино познато природно станиште врсте су кишне шуме, које се налазе јужно од реке Конго и северно од реке Казаи (притоке Конга) у ДР Конгу.

## Угроженост
На Црвеној листи Међународне уније за заштиту природе (IUCN) бонобо има статус угрожене врсте. Према конзервативној процени IUCN-а, популација врсте се креће у интервалу од 29.500 до 50.000 јединки. Највеће претње опстанку бонобоа су криволов и губитак станишта. Криволов је постао уобичајена појава током трајања првог и другог конгоанског рата у ДР Конго, због присуства добро наоружаних јединица, чак и у удаљеним „заштићеним” областима као што је Национални парк Салонга.

### Популациони тренд
Популација ове врсте се смањује, судећи по расположивим подацима.